# Martyrs de Quiché
Les Martyrs de Quiché constituent un groupe de victimes de la guerre civile au Guatemala. Il est constitué de prêtres espagnols et de fidèles laïcs guatémaltèques, qui furent assassinés par les troupes gouvernementales, à cause de leurs activités religieuses auprès des pauvres et des indigènes. Reconnus martyrs par l'Église catholique, ils sont vénérés comme bienheureux.

## Contexte
De 1960 à 1996, le Guatemala connut un conflit entre le régime militaire et divers groupes de guérilleros marxistes. Au cours de cette période, plus de 150 000 personnes furent tuées. À partir de 1980, une persécution systématique débute contre l'Église catholique. Les Patrullas de Autodefensa Civil, milices du régime militaire, traquent les prêtres, les religieux et les laïcs, considérés comme les ennemis de l'État. 
Le motif de la persécution est le choix qu'à fait l'Église, inspirée de la doctrine sociale, de suivre les orientations pastorales prises à Medellín en 1968 et à Puebla en 1979, de défendre la dignité et les droits des pauvres et des opprimés. 
Depuis son accession au pontificat, le pape François a reconnu le martyre de plusieurs victimes de la persécution au Guatemala :
- Stanley Rother (1935-1981), missionnaire américain, béatifié en 2017
- Tullio Maruzzo (1929-1981), missionnaire franciscain italien, béatifié en 2018
- Luis Obdulio Navarro (1950-1981), laïc et catéchiste guatémaltèque, béatifié en 2018
- James Alfred Miller (1944-1982), missionnaire américain, béatifié en 2019

## Liste des martyrs deQuiché
José Maria Gran Cirera
Né le 27 avril 1945 à Barcelone, il fit profession chez les Missionnaires du Sacré-Cœur le 8 septembre 1966. Ordonné prêtre le 9 juin 1972, il exerça d'abord son ministère à Valence, avant d'être envoyé en mission au Guatemala, en 1975. En 1978, il est nommé curé de la paroisse San Gaspar de Chajul. Il se fit proche des plus pauvres et des indigènes, massacrés par le génocide élaboré par les autorités militaires. Conscient d'être menacé, il poursuivit ses activités pastorales. Après une visite dans un village de la paroisse, il est assassiné le 4 juin 1980 avec son sacristain, Domingo del Barrio Batz. Ils s'étaient arrêté pour prier le bord du chemin, et furent criblés de balles à ce moment-là.
Domingo del Barrio Batz
Né le 26 janvier 1951 à Ilom, au Guatemala, ce père de famille était engagé dans l'Action catholique. Il servait aussi comme sacristain à la paroisse de Chajul. Fidèle collaborateur du Père José Maria Gran Cirera, il décida de l'accompagner dans ses visites des paroisses reculées, malgré le danger d'être tué. Il fut assassiné avec le Père José Maria le 4 juin 1980, alors qu'ils priaient sur le bord du chemin.
Faustino Villanueva
Né le 15 février 1931 à Yesa, en Espagne, il fit sa profession religieuse chez les Missionnaires du Sacré-Cœur le 8 septembre 1949. Ordonné prêtre le 25 février 1956, il fut d'abord professeur au séminaire, avant d'être envoyé en mission au Guatemala en 1959. Il déploya de nombreuses activités pastorales auprès des populations indigènes, raison pour laquelle il fut assassiné le 10 juillet 1980, dans sa paroisse de Joyabaj. 
Juan Alonso Fernández
Né le 28 novembre 1933 à Cuerigo, en Espagne, il fit sa profession religieuse chez les Missionnaires du Sacré-Cœur le 8 septembre 1953. Ordonné prêtre le 11 juin 1960, il fut directement envoyé en mission au Guatemala. De 1963 à 1965, il fut missionnaire en Indonésie. Revenu au Guatemala, il fonda la paroisse de Lancetillo. Il fut torturé et assassiné le 15 février 1981.
Tomás Ramírez Caba
Né le 30 décembre 1934 à Chajul, au Guatemala, ce père de famille servait comme sacristain à la paroisse de Chajul. Il fut assassiné le 6 septembre 1980. 
Reyes Us Hernández
Né en 1939 à Macalajau, au Guatemala, cet homme marié était très engagé dans les activités de sa paroisse. Il fut assassiné le 21 novembre 1980. 
Rosalío Benito
Il fut catéchiste et très engagé dans les activités de sa paroisse. Il fut assassiné le 22 juillet 1980 près de Chinique.
Nicolás Castro
Il fut catéchiste et acolyte (pouvait distribuer la communion). Il fut assassiné le 29 septembre 1980 près de Chicamán. 
Miguel Tiu Imul
Né le 5 septembre 1941 à Cantón la Montaña, au Guatemala, ce père de famille était le directeur de l'Action catholique et servait comme catéchiste. Il fut assassiné à Parraxtut le 31 octobre 1991. 
Juan Barrera Méndez
Né le 4 août 1967 à Potrero Viejo, au Guatemala, il était membre de l'Action catholique. Il enseignait le catéchisme aux plus petits de la paroisse, et incitait les jeunes de son âge à reciter le rosaire avant la messe. 
C'est la raison pour laquelle ce jeune garçon de 12 ans fut arrêté par les troupes gouvernementales. Après avoir été cruellement torturé, il fut assassiné, en 1980.

## Vénération
La cause pour la béatification et la canonisation des martyrs de Quiché est ouverte le 21 juillet 2007, à Quiché. L'enquête diocésaine récoltant les témoignages sur leur vie et les conditions de leur mort se clôture le 22 mars 2013, puis est envoyée à Rome pour y être étudiée par la Congrégation pour les causes des saints.
Après le rapport positif des différentes commissions sur la sainteté et le martyre des victimes de Quiché, le pape François reconnait, le 23 janvier 2020, qu'ils sont morts 'en haine de la foi', les déclarant ainsi martyrs. Il signe alors le décret permettant leur béatification.
Ils sont solennellement proclamés bienheureux le 23 avril 2021, lors d'une messe célébrée par l'archevêque Francisco Montecillo Padilla.